# Tor Boije

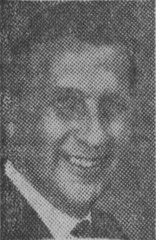
Tor Boije

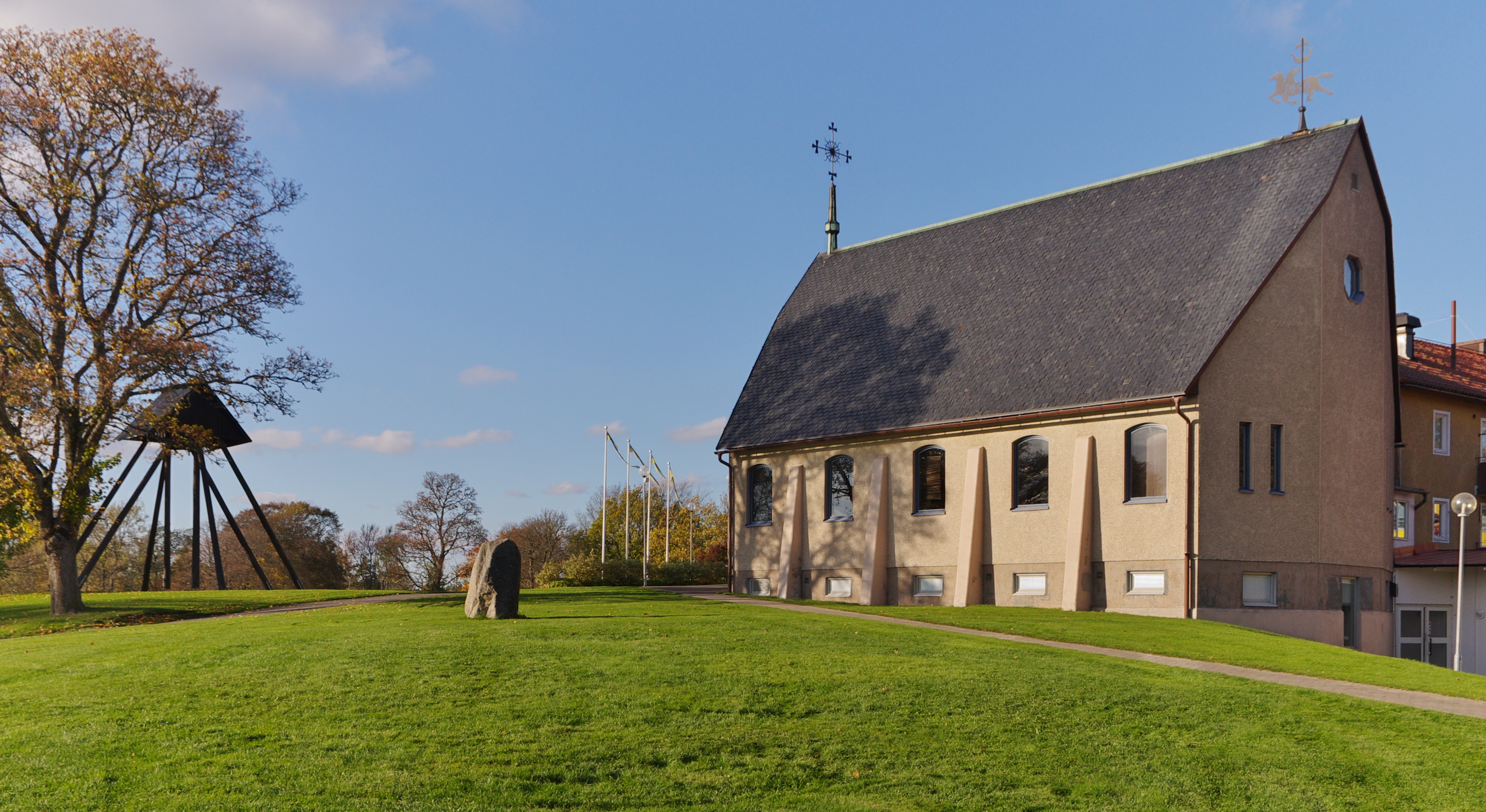
Flämslätts kyrka.

Tor Carl Wilhelm Boije, född 3 november 1911 i Stockholm, död 4 april 2002, var en svensk arkitekt. 
Boije, som var son till fabrikör Carl Erik Boije och Svea Anderson, avlade studentexamen 1930 och utexaminerades från Kungliga Tekniska högskolan 1934. Han anställdes hos arkitekt Hakon Ahlberg 1934, var stadsarkitekt i Nacka stad 1946–1954 och bedrev egen arkitektverksamhet från 1947. Han ritade bland annat en stadsdel vid Finntorp i Nacka (1950–1955), byggnader för Svenska diakonissällskapets institut Stora Sköndal (1948), epileptikersjukhuset Vilhelmsro i Jönköping (1955), Flämslätts stiftsgård i Skara stift med huvudbyggnad och gästhem (1956) och tillhörande kyrka (1959) samt Nacka stadshus (1961).